# Polynoidae
Polynoidae zijn een familie van borstelwormen (Polychaeta) uit de orde van de Phyllodocida.

## Taxonomie
De volgende taxa zijn bij de familie ingedeeld:
- Onderfamilie Admetellinae Uschakov, 1977
  - Geslacht Admetella McIntosh, 1885
  - Geslacht Bathyadmetella Pettibone, 1967
- Onderfamilie Arctonoinae Hanley, 1989
  - Geslacht Adyte Saint-Joseph, 1899
  - Geslacht Arctonoe Chamberlin, 1920
  - Geslacht Asterophilia Hanley, 1989
  - Geslacht Australaugeneria Pettibone, 1969
  - Geslacht Bathynoe Ditlevsen, 1917
  - Geslacht Capitulatinoe Hanley & Burke, 1989
  - Geslacht Disconatis Hanley & Burke, 1988
  - Geslacht Gastrolepidia Schmarda, 1861
  - Geslacht Medioantenna Imajima, 1997
  - Geslacht Minusculisquama Pettibone, 1983
  - Geslacht Neohololepidella Pettibone, 1969
  - Geslacht Parabathynoe Pettibone, 1990
  - Geslacht Parahololepidella Pettibone, 1969
  - Geslacht Pottsiscalisetosus Pettibone, 1969
  - Geslacht Showascalisetosus Imajima, 1997
- Onderfamilie Eulagiscinae Pettibone, 1997
  - Geslacht Bathymoorea Pettibone, 1967
  - Geslacht Eulagisca McIntosh, 1885
  - Geslacht Pareulagisca Pettibone, 1997
- Onderfamilie Lepidastheniinae Pettibone, 1989
  - Geslacht Alentiana Hartman, 1942
  - Geslacht Anotochaetonoe Britayev & Martin, 2006
  - Geslacht Benhamipolynoe Pettibone, 1970
  - Geslacht Hyperhalosydna Augener, 1922
  - Geslacht Lepidasthenia Malmgren, 1867
  - Geslacht Lepidastheniella Monro, 1924
  - Geslacht Lepidofimbria Hartman, 1967
  - Geslacht Parahalosydna Horst, 1915
  - Geslacht Perolepis Ehlers, 1908
  - Geslacht Pseudopolynoe Day, 1962
  - Geslacht Showapolynoe Imajima, 1997
  - Geslacht Telolepidasthenia Augener & Pettibone, 1970
- Onderfamilie Lepidonotinae Willey, 1902
  - Geslacht Alentia Malmgren, 1865
  - Geslacht Allmaniella McIntosh, 1885
  - Geslacht Augenerilepidonotus Pettibone, 1995
  - Geslacht Cervilia Frickhinger, 1916
  - Geslacht Chaetacanthus Seidler, 1922
  - Geslacht Dilepidonotus Hartman, 1967
  - Geslacht Drieschiopsis Støp-Bowitz, 1991
  - Geslacht Euphione McIntosh, 1885
  - Geslacht Euphionella Monro, 1936
  - Geslacht Halosydna Kinberg, 1856
  - Geslacht Halosydnella Hartman, 1938
  - Geslacht Halosydnopsis Uschakov & Wu, 1959
  - Geslacht Hermenia Grube, 1856
  - Geslacht Hermilepidonotus Uschakov, 1974
  - Geslacht Heteralentia Hanley & Burke, 1991
  - Geslacht Hololepida Moore, 1905
  - Geslacht Lepidametria Webster, 1879
  - Geslacht Lepidonopsis Pettibone, 1977
  - Geslacht Lepidonotus Leach, 1816
  - Geslacht Nonparahalosydna Uschakov, 1982
  - Geslacht Olgalepidonotus Pettibone, 1995
  - Geslacht Parahalosydnopsis Pettibone, 1977
  - Geslacht Pseudohalosydna Fauvel, 1913
  - Geslacht Sheila Monro, 1930
  - Geslacht Telodrieschia Kirkegaard, 1995
  - Geslacht Thormora Baird, 1865
- Onderfamilie Lepidonotopodinae Pettibone, 1983
  - Geslacht Bathykurila Pettibone, 1976
  - Geslacht Branchinotogluma Pettibone, 1985
  - Geslacht Branchiplicatus Pettibone, 1985
  - Geslacht Branchipolynoe Pettibone, 1984
  - Geslacht Lepidonotopodium Pettibone, 1983
  - Geslacht Levensteiniella Pettibone, 1985
  - Geslacht Peinaleopolynoe Desbruyères & Laubier, 1988
  - Geslacht Thermopolynoe Miura, 1994
- Onderfamilie Macellicephalinae Hartmann-Schröder, 1971
  - Geslacht Abyssarya Bonifácio & Menot, 2018
  - Geslacht Austropolaria Neal, Barnich, Wiklund & Glover, 2012
  - Geslacht Bathybahamas Pettibone, 1985
  - Geslacht Bathycanadia Levenstein, 1981
  - Geslacht Bathycatalina Pettibone, 1976
  - Geslacht Bathyedithia Pettibone, 1976
  - Geslacht Bathyeliasona Pettibone, 1976
  - Geslacht Bathyfauvelia Pettibone, 1976
  - Geslacht Bathykermadeca Pettibone, 1976
  - Geslacht Bathylevensteina Pettibone, 1976
  - Geslacht Bathymacella Pettibone, 1976
  - Geslacht Bathymariana Levenstein, 1978
  - Geslacht Bathymiranda Levenstein, 1981
  - Geslacht Bathypolaria Levenstein, 1981
  - Geslacht Bathytasmania Levenstein, 1982
  - Geslacht Bathyvitiazia Pettibone, 1976
  - Geslacht Bruunilla Hartman, 1971
  - Geslacht Diplaconotum Loshamn, 1981
  - Geslacht Gesiella Pettibone, 1976
  - Geslacht Hodor Bonifácio & Menot, 2018
  - Geslacht Macellicephala McIntosh, 1885
  - Geslacht Macellicephaloides Uschakov, 1955
  - Geslacht Macelloides Uschakov, 1957
  - Geslacht Natopolynoe Pettibone, 1985
  - Geslacht Nu Bonifácio & Menot, 2018
  - Geslacht Pelagomacellicephala Pettibone, 1985
  - Geslacht Polaruschakov Pettibone, 1976
  - Geslacht Vampiropolynoe Marcus & Hourdez, 2002
  - Geslacht Yodanoe Bonifácio & Menot, 2018
- Onderfamilie Polynoinae Kinberg, 1856
  - Geslacht Acanthicolepis McIntosh, 1900
  - Geslacht Acholoe Claparède, 1870
  - Geslacht Antarctinoe Barnich, Fiege, Micaletto & Gambi, 2006
  - Geslacht Antinoe Kinberg, 1856
  - Geslacht Antipathipolyeunoa Pettibone, 1991
  - Geslacht Arcteobia Annenkova, 1937
  - Geslacht Arctonoella Buzhinskaja, 1967
  - Geslacht Australonoe Hanley, 1993
  - Geslacht Austrolaenilla Bergström, 1916
  - Geslacht Barrukia Bergström, 1916
  - Geslacht Bathynotalia Levenstein, 1982
  - Geslacht Bayerpolynoe Pettibone, 1991
  - Geslacht Brychionoe Hanley & Burke, 1991
  - Geslacht Bylgides Chamberlin, 1919
  - Geslacht Enipo Malmgren, 1865
  - Geslacht Eucranta Malmgren, 1865
  - Geslacht Eunoe Malmgren, 1865
  - Geslacht Gattyana McIntosh, 1897
  - Geslacht Gaudichaudius Pettibone, 1986
  - Geslacht Gorekia Bergström, 1916
  - Geslacht Gorgoniapolynoe Pettibone, 1991
  - Geslacht Grubeopolynoe Pettibone, 1969
  - Geslacht Harmothoe Kinberg, 1856
  - Geslacht Hartmania Pettibone, 1955
  - Geslacht Hemilepidia Schmarda, 1861
  - Geslacht Hermadion Kinberg, 1856
  - Geslacht Hermadionella Uschakov, 1982
  - Geslacht Hesperonoe Chamberlin, 1919
  - Geslacht Heteropolynoe Bidenkap, 1907
  - Geslacht Hololepidella Willey, 1905
  - Geslacht Intoshella Darboux, 1899
  - Geslacht Kermadecella Darboux, 1899
  - Geslacht Lagisca Malmgren, 1865
  - Geslacht Leucia Malmgren, 1867
  - Geslacht Lobopelma Hanley, 1987
  - Geslacht Malmgrenia McIntosh, 1874
  - Geslacht Malmgreniella Hartman, 1967
  - Geslacht Melaenis Malmgren, 1865
  - Geslacht Neobylgides Pettibone, 1993
  - Geslacht Neolagisca Barnich & Fiege, 2000
  - Geslacht Neopolynoe Loshamn, 1981
  - Geslacht Paradyte Pettibone, 1969
  - Geslacht Paragattyana Pettibone, 1993
  - Geslacht Paralentia Uschakov, 1982
  - Geslacht Paralepidonotus Horst, 1915
  - Geslacht Pararctonoella Pettibone, 1996
  - Geslacht Pettibonesia Nemésio, 2006
  - Geslacht Polyeunoa McIntosh, 1885
  - Geslacht Polynoe Lamarck, 1818
  - Geslacht Robertianella McIntosh, 1885
  - Geslacht Rullieriella Pettibone, 1993
  - Geslacht Russellhanleya Barnich, Sun & Fiege, 2004
  - Geslacht Scalisetosus McIntosh, 1885
  - Geslacht Subadyte Pettibone, 1969
  - Geslacht Tenonia Nichols, 1969
  - Geslacht Tottonpolynoe Pettibone, 1991
  - Geslacht Verrucapelma Hanley & Burke, 1991
  - Geslacht Ysideria Ruff, 1995
- Onderfamilie Uncopolynoinae Wehe, 2006
  - Geslacht Uncopolynoe Hartmann-Schröder, 1960
- Onderfamilie Polynoidae incertae sedis
  - Geslacht Bathyhololepidella Buzhinskaya, 1992
  - Geslacht Benhamisetosus Averincev, 1978
  - Geslacht Drieschella Augener & Pettibone, 1970
  - Geslacht Eumolphe Risso, 1826
  - Geslacht Eupolynoe McIntosh, 1874
  - Geslacht Frennia Viguier, 1912
  - Geslacht Lepidogyra Hartman, 1967
  - Geslacht Ophthalmonoe Petersen & Britayev, 1997
  - Geslacht Paranychia Czerniavsky, 1882
  - Geslacht Parapolyeunoa Barnich, Gambi & Fiege, 2012
  - Geslacht Phyllantinoe McIntosh, 1876
  - Geslacht Phyllohartmania Pettibone, 1961
  - Geslacht Phyllosheila Pettibone, 1961
  - Geslacht Podarmus Chamberlin, 1919
  - Geslacht Polynoella McIntosh, 1885
  - Geslacht Polynoina Nolte, 1936

### Taxon inquirendum
- - Geslacht Chaetosphaera Häcker, 1898
  - Geslacht Drieschia Michaelsen, 1892
  - Geslacht Quetieria Viguier, 1911
  - Geslacht Sinantenna Hartmann-Schröder, 1974

### Nomen dubium
- - Geslacht Herdmanella Darboux, 1899

### Synoniemen
- Onderfamilie Acholoinae Pettibone, 1996 => Polynoinae Kinberg, 1856
- Onderfamilie Bathyedithinae Pettibone, 1976 => Macellicephalinae Hartmann-Schröder, 1971
- Onderfamilie Bathymacellinae Pettibone, 1976 => Macellicephalinae Hartmann-Schröder, 1971
- Onderfamilie Branchinotogluminae Pettibone, 1985 => Macellicephalinae Hartmann-Schröder, 1971
- Onderfamilie Branchiplicatinae Pettibone, 1985 => Macellicephalinae Hartmann-Schröder, 1971
- Onderfamilie Branchipolynoinae Pettibone, 1984 => Macellicephalinae Hartmann-Schröder, 1971
- Onderfamilie Gesiellinae Muir, 1982 => Macellicephalinae Hartmann-Schröder, 1971
- Onderfamilie Harmothoinae Willey, 1902 => Polynoinae Kinberg, 1856
- Onderfamilie Macellicephaloidinae Pettibone, 1976 => Macellicephalinae Hartmann-Schröder, 1971
- Onderfamilie Macelloidinae Pettibone, 1976 => Macellicephalinae Hartmann-Schröder, 1971
- Onderfamilie Polaruschakovinae Pettibone, 1976 => Macellicephalinae Hartmann-Schröder, 1971
- Onderfamilie Vampiropolynoinae Marcus & Hourdez, 2002 => Macellicephalinae Hartmann-Schröder, 1971
  - Geslacht Weberia Horst, 1915 => Bathynoe Ditlevsen, 1917
  - Geslacht Bouchiria Wesenberg-Lund, 1949 => Lepidasthenia Malmgren, 1867
  - Geslacht Harmopsides Chamberlin, 1919 => Lepidasthenia Malmgren, 1867
  - Geslacht Lucopia Pillai, 1965 => Hyperhalosydna Augener, 1922
  - Geslacht Nectochaeta Marenzeller, 1892 => Lepidasthenia Malmgren, 1867
  - Geslacht Almaniella Darboux, 1899 => Allmaniella McIntosh, 1885
  - Geslacht Driechiopsis [auctt.] => Drieschiopsis Støp-Bowitz, 1991
  - Geslacht Eumolpe Oken, 1807 => Lepidonotus Leach, 1816
  - Geslacht Lepidonote => Lepidonotus Leach, 1816
  - Geslacht Physalidonotus Ehlers, 1904 => Euphione McIntosh, 1885
  - Geslacht Polinoe Risso, 1826 => Lepidonotus Leach, 1816
  - Geslacht Branchiopolynoe [auctt.] => Branchipolynoe Pettibone, 1984
  - Geslacht Macella Averincev, 1972 => Bathymacella Pettibone, 1976
  - Geslacht Oligolepis Levinsen, 1886 => Macellicephala McIntosh, 1885
  - Geslacht Opisthotrochopodus Pettibone, 1985 => Branchinotogluma Pettibone, 1985
  - Geslacht Penaleopolynoe [auctt.] => Peinaleopolynoe Desbruyères & Laubier, 1988
  - Geslacht Andresia Prenant, 1924 => Harmothoe Kinberg, 1856
  - Geslacht Antinoana Hartman & Fauchald, 1971 => Bylgides Chamberlin, 1919
  - Geslacht Antinoella Augener, 1928 => Bylgides Chamberlin, 1919
  - Geslacht Bylgia Théel, 1879 => Bylgides Chamberlin, 1919
  - Geslacht Dasylepis Malmgren, 1867 => Acanthicolepis McIntosh, 1900
  - Geslacht Eunoa => Eunoe Malmgren, 1865
  - Geslacht Eupolynoe Bidenkap, 1895 => Neopolynoe Loshamn, 1981
  - Geslacht Evarne Malmgren, 1865 => Harmothoe Kinberg, 1856
  - Geslacht Evarnella Chamberlin, 1919 => Harmothoe Kinberg, 1856
  - Geslacht Laenilla Malmgren, 1865 => Harmothoe Kinberg, 1856
  - Geslacht Monocolea Costa, 1862 => Malmgrenia McIntosh, 1874
  - Geslacht Nemidia Malmgren, 1865 => Enipo Malmgren, 1865
  - Geslacht Nychia Malmgren, 1865 => Gattyana McIntosh, 1897
  - Geslacht Parapolynoe Czerniavsky, 1882 => Polynoe Lamarck, 1818
  - Geslacht Parmenis Malmgren, 1867 => Malmgrenia McIntosh, 1874
  - Geslacht Polyeunoe => Polyeunoa McIntosh, 1885
  - Geslacht Polynoa => Polynoe Lamarck, 1818
  - Geslacht Tricosmochaeta Morgera, 1918 => Harmothoe Kinberg, 1856
  - Geslacht Wilsoniella Pettibone, 1993 => Pettibonesia Nemésio, 2006
  - Geslacht Plotolepis Chamberlin, 1919 => Drieschia Michaelsen, 1892